# Iván Alonso

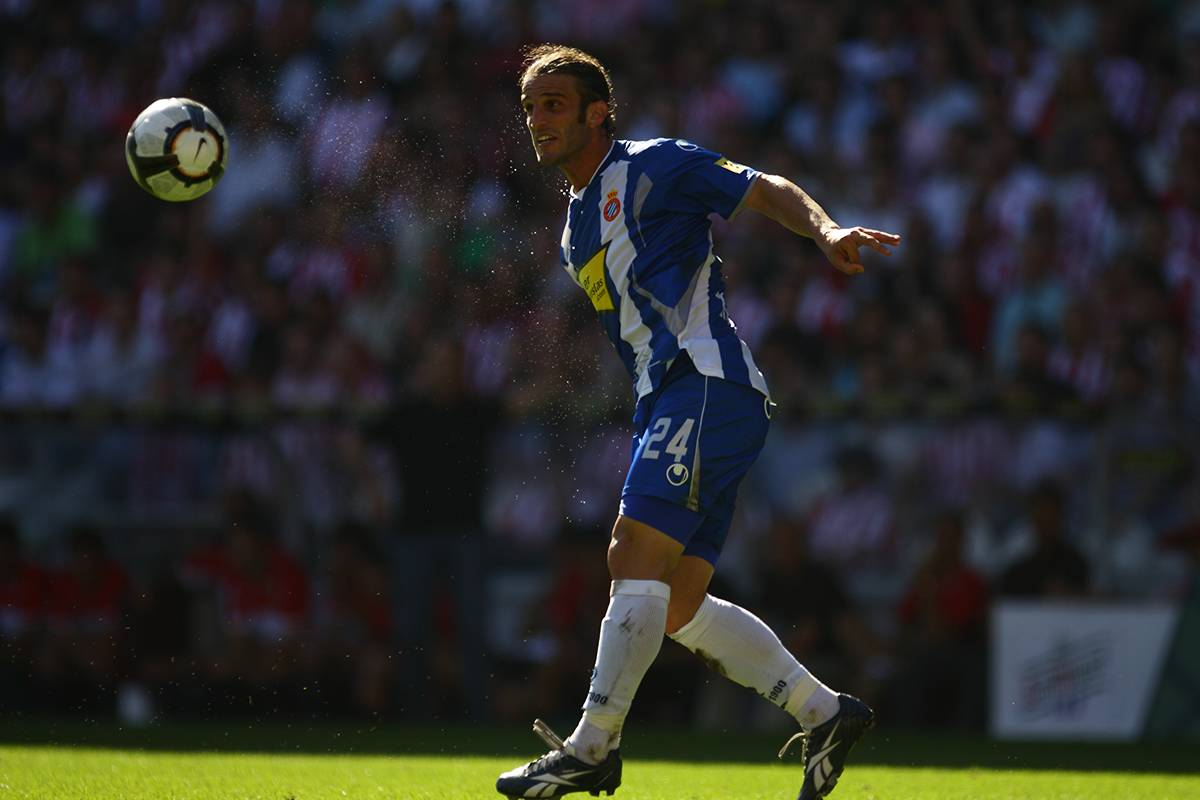
Iván Alonso

Iván Alonso, vollständiger Name Iván Daniel Alonso Vallejo, (* 10. April 1979 in Montevideo) ist ein uruguayischer Fußballspieler. Er ist der Bruder des Fußballspielers Matías Damián Alonso und Cousin des ehemaligen, unter anderem für die UNAM Pumas spielenden, Kickers Diego Alonso.

## Karriere

### Verein

#### Anfänge in Uruguay
Iván Alonso, der bis zum Alter von 15 Jahren für Defensor Sporting spielte, startete seine Karriere als Profifußballer bei River Plate Montevideo aus seiner uruguayischen Heimat. Dort spielte er von 1998 bis 2000. Anschließend wechselte der Uruguayer nach Spanien.

#### Zeit in Spanien
Mit Deportivo Alavés erreichte er 2001 das UEFA-Cup-Finale, wo man sich erst in der Verlängerung dem großen Favoriten FC Liverpool geschlagen geben musste. Alonso trug im Finale den ersten Treffer seiner Mannschaft bei der 5:4 endenden Begegnung bei. In der Saison 2002/03 folgte der Abstieg in die Segunda División. Noch ein weiteres Jahr blieb Iván Alonso bei den Basken – als man aber am letzten Spieltag der Saison 2003/04 knapp im Fernduell mit CD Numancia und dem FC Getafe unterlag, verließ er den Verein und ging zum Erstliga-Absteiger Real Murcia. In der Saison 2006/07 gelang ihm mit Murcia die Rückkehr in die erste Liga. Dazu trug er als bester Torschütze seines Teams mit 14 Treffern bei. Im Februar 2009 wechselte er zu Espanyol Barcelona. 2009/10 und 2010/11 gewann seine Mannschaft jeweils die Copa Catalunya. Auch die Trofeo Ciudad de Barcelona holte sein Verein im Jahr 2010 gegen Sampdoria Genua, ebenso wie auch die Trofeo Ramón de Carranza jenes Jahres.

#### Wechsel nach Mexiko
Im Sommer 2011 wurde bekannt, dass Alonso Spanien den Rücken kehrt und in der mexikanischen Primera División bei Deportivo Toluca anheuert. Sort absolvierte er bis zum 29. April 2012 in Apertura und Clausura 2011 bzw. 2012 insgesamt 34 Erstligaspiele und schoss 25 Tore, womit er jeweils Torschützenkönig wurde. Anfang Juli 2012 kündigte Alonso an den mexikanischen Club zu verlassen. Bei dieser Entscheidung gab er gesundheitliche Gründe an, denn aufgrund von Herzproblemen sei ein Verbleib im 2.500 Meter hoch gelegenen Toluca von ärztlicher Seite nicht empfohlen worden.

#### Rückkehr nach Uruguay
Anfang Dezember 2012 stand eine Rückkehr Alonsos auf den Fußballplatz beim uruguayischen Verein Nacional zur Diskussion, nachdem durchgeführte medizinische Tests positive Ergebnisse geliefert hatten. Die seit seinem Rückzug beim mexikanischen Verein mit diesem geführte Auseinandersetzung im Hinblick auf die Beendigung dieses Vertragsverhältnisses endete schließlich am 11. Januar 2013, als Nacional hinsichtlich des Wechsels Vollzug vermeldete. Bis zum Saisonende 2012/13 kam er in sechs Begegnungen (drei Tore) der Copa Libertadores 2013 und in neun Partien (fünf Tore) der Primera División zum Einsatz. In der Spielzeit 2013/14 absolvierte er 21 Erstligaspiele und erzielte 15 Tore. Auch in der Copa Libertadores 2014 lief er sechsmal auf (ein Tor). In der Saison 2014/15 gewann er mit Nacional die Uruguayische Meisterschaft. Dazu trug er mit 28 Erstligaspielen und 23 Toren bei. Zudem wurde er zweimal (kein Tor) in der Copa Libertadores 2015 eingesetzt. Auch in der Apertura 2015 zeigte er sich treffsicher und erzielte bei 13 Ligaeinsätzen acht Tore. Überdies lief er zweimal (kein Tor) in der Copa Sudamericana 2015 auf. Anfang Februar 2016 wechselte er auf die Südseite des Río de la Plata und schloss sich dem argentinischen Hauptstadtklub und amtierenden Copa-Libertadores-Sieger River Plate an. Alonso unterschrieb einen Vertrag bis zum 30. Juni 2017. Die Transferbedingungen umfassten zwei Zahlungen River Plates in Höhe von insgesamt 260.000 US-Dollar an Nacional und die Austragung eines Freundschaftsspiels zwischen den beiden Mannschaften, dessen Einnahmen vollständig dem uruguayischen Klub zustehen sollten.
Bislang (Stand: 10. August 2017) bestritt er dort 26 Erstligaspiele (drei Tore), drei Partien in der Copa Argentina (ein Tor), sieben Begegnungen (drei Tore) in der Copa Libertadores 2016, die beiden Aufeinandertreffen (kein Tor) in der Recopa Sudamericana 2016 sowie eine Partie (kein Tor) der Copa Libertadores 2017.

### Nationalmannschaft
Alonso wurde 20-mal in der U-17 und der U-20-Nationalmannschaft Uruguays eingesetzt.

## Erfolge
- Uruguayischer Meister: 2014/15
- UEFA-Cup-Finalist mit Deportivo Alavés (2000/01)
- Aufstieg in die Primera División mit Real Murcia (2006/07)
- 2× Copa Catalunya (2009/10 und 2010/11)
- Trofeo Ciudad de Barcelona (2010)
- Trofeo Ramón de Carranza (2010)
- Torschützenkönig des Torneo Apertura 2011
- Torschützenkönig des Torneo Clausura 2012

## Sonstiges
Der Uruguayer wurde in seinem Heimatland von der dortigen Regierung mit dem Orden de Embajador Honorario del Turismo de Uruguay und somit als Ehrenbotschafter des uruguayischen Tourismus ausgezeichnet.